# Виндзор (Онтарио)
Виндзор (енгл. Windsor) је град у Канади, у покрајини Онтарио. Према резултатима пописа 2021. у граду је живело 229.660 становника.

## Становништво
Према резултатима пописа становништва из 2011. у граду је живело 210.891 становника, што је за 2,6% мање у односу на попис из 2006. када је регистровано 216.473 житеља.
| 2006.   | 2011.   | 2016.   |
| ------- | ------- | ------- |
| 216.473 | 210.891 | 217.188 |

## Партнерски градови
- Манхајм
- Гранби
- Салтиљо
- Сент Етјен
- Охрид
- Лублин
- Ковентри
- Фуџисава
- Чангчуен
- Лас Вуелтас
- Удине
- Olongapo
- Gunsan

## Познати становници
- Стивен Адемолу